# Serichlamys melamitis
Serichlamys melamitis (лат.) — вид мух-журчалок рода Serichlamys из подсемейства Microdontinae (Syrphidae). Эндемик Бразилии.

## Этимология
Название этого вида служит отсылкой к виду Serichlamys mitis (Curran), с которым этот вид очень похож. Префикс mela (от греческого melas, чёрный) был выбран потому, что этот вид имеет более чёрную окраску, чем S. mitis.

## Распространение
Встречается на территории Южной Америки: Бразилия (Salésopolis, штат Сан-Паулу).

## Описание
Муха-журчалка длиной 8—11 мм. Внешне этот вид больше всего похож на Serichlamys mellimitis и S. mitis, с которыми их объединяет чёрное лицо с усиками, в которых постпедицел имеет тёмный кончик. Этот вид отличается от двух других полностью тёмными лапками и отсутствием срединного выступа на вентральной лопасти сурстилуса. У самки скутеллюм жёлтый, резко контрастирующий с тёмным скутумом.

## Таксономия
Вид был впервые описан в 2025 году голландским диптерологом Menno Reemer (Naturalis Biodiversity Center, Лейден, Нидерланды) и эквадорским энтомологом Ximo Mengual (Instituto Nacional de Biodiversidad, Кито, Эквадор).